# إليجاه هاربر
إليجاه هاربر (بالإنجليزية: Elijah Harper) هو سياسي كندي، ولد في 3 مارس 1949 في كندا، وتوفي في 17 مايو 2013 بأوتاوا في كندا. حزبياً، نشط في New Democratic Party of Manitoba ‏ والحزب الليبرالي الكندي.

## مناصب
- انتخب Minister of Indigenous Reconciliation and Northern Relations (Manitoba) [الإنجليزية]‏ (4 فبراير 1987 – 9 مايو 1988).
- انتخب member of the Legislative Assembly of Manitoba ‏ (1981 – 30 نوفمبر 1992).
- انتخب عضو المجلس التنفيذي لمانيتوبا ‏.
- انتخب عضو مجلس العموم الكندي.

## روابط خارجية
- إليجاه هاربر على موقع IMDb (الإنجليزية)